# Star 28/29
Star 28 i Star 29 – samochody ciężarowe stanowiące konstrukcję przejściową pomiędzy poprzednimi modelami (Star 25 i jego odmiana z silnikiem wysokoprężnym - Star 27), a modelem docelowym jakim  był Star 200. Star 28 był napędzany silnikiem wysokoprężnym, natomiast Star 29 posiadał silnik benzynowy i był ostatnim modelem z tego rodzaju jednostką napędową, produkowanym przez starachowicką fabrykę.

## Historia modeli

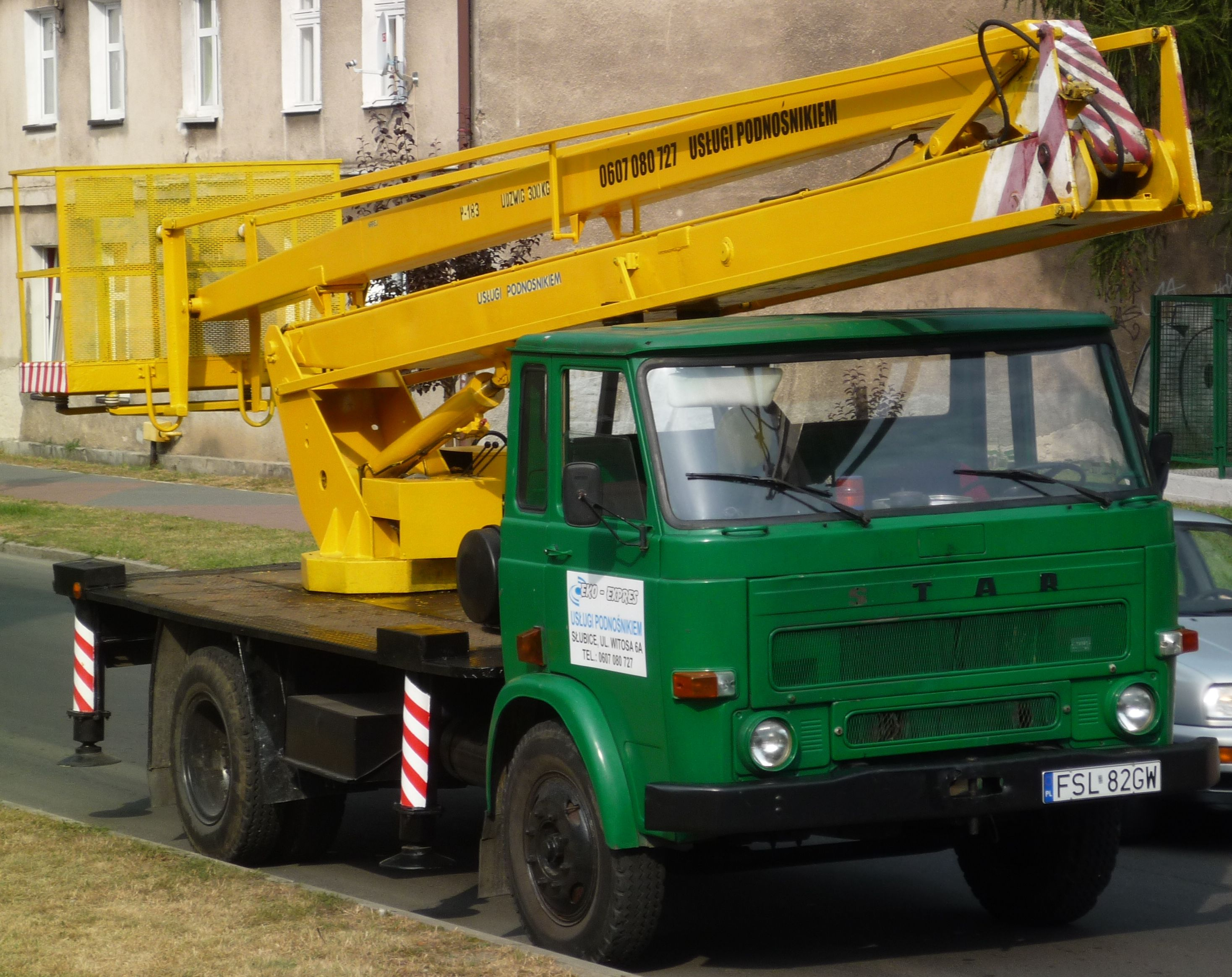
Star 29 z podnośnikiem

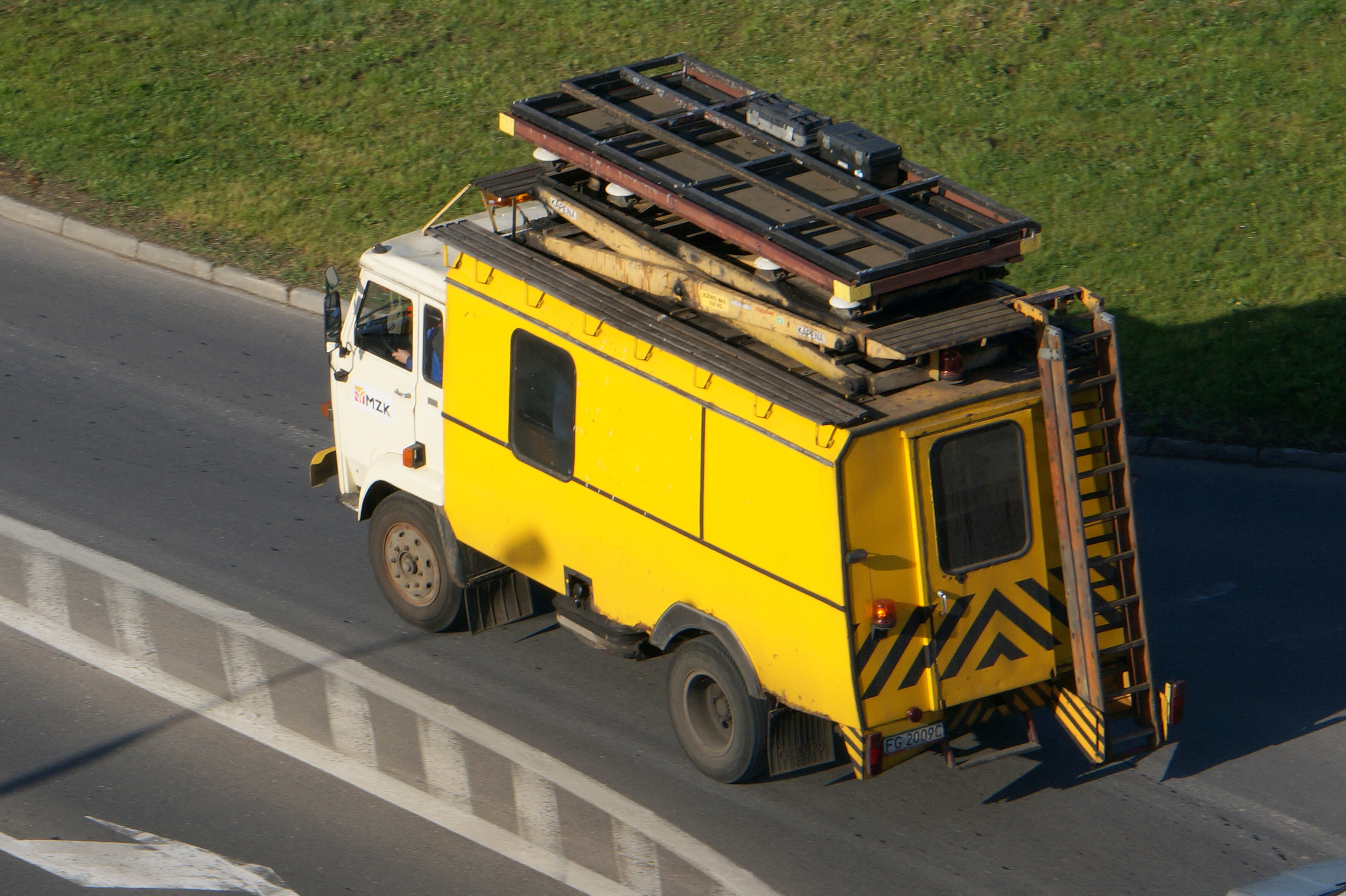
Star SWN11 (Star 200), pojazd wieżowy pogotowia sieciowego zakładu komunikacji

Stary 28 i 29 wprowadzono do produkcji w 1968 roku. Od Starów 200 różniły się głównie ładownością. W ich konstrukcji wykorzystano wiele zmodernizowanych elementów ze Starów 25 i 27. Wśród najważniejszych były: silnik o powiększonej mocy, skrzynia biegów o wzmocnionych kołach zębatych oraz wzmocniony most tylny. Wszystkie pozostałe podzespoły pochodziły z projektowanego i przygotowywanego do produkcji Stara 200. Stare elementy konstrukcyjne były stopniowo usuwane, aż do osiągnięcia 100% udziału części Stara 200, czyli przekształcenia w nowy model.
Główną przyczyną powstania samochodów tej serii były przedłużające się prace konstrukcyjne nad silnikiem wysokoprężnym z wtryskiem bezpośrednim S359 o mocy 150 KM. 
W Starach 28/29 zastosowano silniki: 
- wysokoprężny typu S530A1[1] o mocy 100 KM w modelu Star 28,
- benzynowy typu S47A[2] o mocy 105 KM w modelu Star 29.

Oba modele są przeznaczone do transportu po drogach o nawierzchni ulepszonej. Pozostałe zespoły napędowe, układ hamulcowy, układ kierowniczy oba samochody mają identyczne. Samochody Star 28 i Star 29 mają kabinę opracowaną we współpracy z francuską firmą Chausson, która zapewnia kierowcy stosunkowo wygodne warunki pracy - anatomiczne siedzenia z możliwością regulacji, ogrzewanie, wentylacja, regulowanie położenia koła kierowniczego, możliwość zainstalowania radia i umywalki, zbliżyły samochody Star 28 i Star 29 do standardów europejskich. Oprócz podstawowych modeli Star 28 i Star 29 produkowane były jeszcze:
- ciągnik siodłowy Star C28,
- podwozie pod żuraw Star Ż28 lub urządzenia specjalne,
- podwozie BW 28 pod wywrotkę,
- podwozie pod furgony specjalne.

Wady samochodu wiązały się z brakiem wspomagania w układzie kierowniczym (co czyniło pracę kierowcy męczącą - szczególnie podczas manewrowania), sporych sił wymagało użycie sprzęgła i hamulca. Zastosowano także niecałkowicie synchronizowaną skrzynię biegów. Należy jednak podkreślić, że cechy takie miała zdecydowana większość samochodów ciężarowych ówcześnie jeżdżących po drogach w Polsce. 
| Oznaczenie                            | Star 28 | Star C28 | Star Ż28 | Star 29 |
| ------------------------------------- | ------- | -------- | -------- | ------- |
| Ładowność                             | 5000 kg | b.d.     | b.d.     | 5000 kg |
| Masa podwozia                         | 4140 kg | 3670 kg  | 3320 kg  | 3960 kg |
| Masa samochodu                        | 4290 kg | 3670 kg  | b.d.     | 3845 kg |
| Masa całkowita                        | 9290 kg | 14510 kg | 9270 kg  | 9100 kg |
| Masa całkowita przyczepy              | 5250 kg | b.d.     | b.d.     | 5250 kg |
| Rozstaw osi                           | 3400 mm | 3000 mm  | 3400 mm  | 3400 mm |
| Powierzchnia skrzyni ładunkowej       | 9,9 m²  | b.d.     | b.d.     | 9,9 m²  |
| Prędkość maksymalna (km/h)            | 81      | 76       | 40       | 81      |
| Normatywnie zużycie paliwa (l/100 km) | 20,8    | 29       | 20,8     | 37,5    |

## Eksploatacja
Dla Wojska Polskiego dostarczono 8939 samochodów Star 29 i 117 Star 28.

## Star 28/29 w kulturze masowej
W filmie Kurs na lewo Kazik, Antek i Paweł podróżują Starem 28 z długą kabiną.